# Relatywistyczna mechanika kwantowa
Relatywistyczna mechanika kwantowa – teoria kwantowa uwzględniająca istnienie skończonej, maksymalnej do osiągnięcia prędkości równej prędkości światła w próżni, zarówno dla ruchu cząstek, jak i propagacji oddziaływania. W teorii tej nierelatywistyczne równanie Schrödingera (poprawniejsze im prędkość jest mniejsza) zastępowane jest równaniem Joosa–Weinberga albo równaniami Bargmanna–Wignera (lub ich szczególnymi przypadkami, np. równaniem Kleina-Gordona czy Diraca). Relatywistyczna mechanika kwantowa stosuje kwantowy opis ruchu w czasoprzestrzeni Minkowskiego. Immanentną cechą opisu relatywistycznego mechaniki kwantowej z użyciem równania Diraca jest istnienie spinu oraz antymaterii.
Teoria ta napotyka na liczne problemy interpretacyjne (zitterbewegung, paradoks Kleina, rozwiązania o ujemnej energii) i przez to nie jest teorią spójną. Jej naturalnym uogólnieniem jest kwantowa teoria pola (QFT), która rozwiązuje większość problemów relatywistycznej mechaniki kwantowej. QFT w odróżnieniu od pierwotnej relatywistycznej mechaniki kwantowej uwzględnia zjawiska, w których zmienia się liczba cząstek elementarnych w czasie: kreacja par, anihilacja czy absorpcja.